# Amato Ferrari
Pour les articles homonymes, voir Amato (homonymie) et Ferrari.
Pas d'image ? Cliquez ici
Amato Ferrari, né le 18 avril 1966 à Plaisance, est un ancien pilote automobile italien.

## Biographie
Après avoir participé à des manifestations nationales en Italie et au Royaume-Uni, Amato Ferrari a pris sa retraite de la compétition en 1994 à l'âge relativement jeune de 28 ans. Resté dans le sport automobile, il est passé au côté de la gestion du sport. Il est actuellement directeur de l'équipe AF Corse.